# Joseph Pipal
Joseph Amos Pipal (Zachotín, Cseh Királyság, Osztrák–Magyar Monarchia, 1874. január 18. – Los Angeles, Kalifornia, Amerikai Egyesült Államok, 1955. augusztus 10.) cseh-amerikai amerikaifutball-játékos, valamint amerikaifutball-, atlétika- és kosárlabdaedző. 1911 és 1915, valamint 1921 és 1923 között az Occidental Tigers amerikaifutball-vezetőedzője volt.
Ő dolgozta ki a hátrafelé passzolást és a stoplis cipőket. 1934-ben The lateral pass technique and strategy („A visszafele passz technikája és stratégiája”) címmel könyvet írt.
A Beloiti Főiskolára, a Chicagói Egyetemre és a Yale-re járt. Szívrohamban hunyt el.

## Edzőként
Az 1907-es szezonban a Dickinson Red Devils, az 1910-esben pedig a South Dakota Coyotes amerikaifutball-vezetőedzője volt.
1916–1917-ben az Oregon Agricultural Aggies amerikaifutball-vezetőedzője volt.

## Eredményei vezetőedzőként
| Év                                                              | Eredmény                 | Eredmény                 | Helyezés                 |
| Év                                                              | Összesített              | Konferencia              | Helyezés                 |
| Doane Tigers (Független)                                        | Doane Tigers (Független) | Doane Tigers (Független) | Doane Tigers (Független) |
| --------------------------------------------------------------- | ------------------------ | ------------------------ | ------------------------ |
| 1902                                                            | 2–3                      | –                        | –                        |
| Doane:                                                          | 2–3                      | –                        | –                        |
| Dickinson Red and White (Független)                             |                          |                          |                          |
| 1907                                                            | 3–6–1                    | –                        | –                        |
| Dickinson:                                                      | 3–6–1                    | –                        | –                        |
| South Dakota Coyotes (Független)                                |                          |                          |                          |
| 1910                                                            | 5–2                      | –                        | –                        |
| South Dakota:                                                   | 5–2                      | –                        | –                        |
| Occidental Tigers (Független)                                   |                          |                          |                          |
| 1911                                                            | 2–1                      | –                        | –                        |
| 1912                                                            | 4–1                      | –                        | –                        |
| 1913                                                            | 5–1                      | –                        | –                        |
| 1914                                                            | 4–3                      | –                        | –                        |
| Occidental Tigers (Southern California Conference)              |                          |                          |                          |
| 1915                                                            | 7–1                      | 4–0                      | 1.                       |
| Oregon Agricultural Aggies (Northwest/Pacific Coast Conference) |                          |                          |                          |
| 1916                                                            | 4–5                      | 3–2 0–2                  | 3.                       |
| 1917                                                            | 4–2–1                    | 2–1–1 1–2–1              | 2. 3.                    |
| Oregon Agricultural:                                            | 8–7–1                    | 5–4–1                    | –                        |
| Occidental Tigers (Southern California Conference)              |                          |                          |                          |
| 1921                                                            | 2–4–1                    | 2–2–1                    | T-3.                     |
| 1922                                                            | 5–3                      | 4–1                      | 2.                       |
| 1923                                                            | 4–3                      | 3–2                      | 3.                       |
| Occidental:                                                     | 33–17–1                  | 13–5–1                   | –                        |
| Összesen:                                                       | 50–35–3                  | –                        | –                        |
| Jelmagyarázat: Konferenciabajnok                                |                          |                          |                          |

## Fordítás
- Ez a szócikk részben vagy egészben  a   Joseph Pipal című angol Wikipédia-szócikk ezen változatának fordításán alapul.  Az eredeti cikk szerkesztőit annak laptörténete sorolja fel. Ez a jelzés csupán a megfogalmazás eredetét és a szerzői jogokat jelzi, nem szolgál a cikkben szereplő információk forrásmegjelöléseként.